# Live and Loud
Live and Loud — відеоальбом американського грандж-гурту Nirvana, виданий 23 вересня 2013, як частина Ювілейного перевидання альбому In Utero. 
Live and Loud включає повну версію концерту гурту на Pier 48 в Сіетлі, який був записаний для однойменної передачі телеканалу MTV. Також DVD  містить бонус-відео, записаних з інших виступів, що відбулися під час турне на підтримку альбому In Utero. 
Раніше концерт ніколи не видавався в повному обсязі, хоча коротка версія раніше була показана по MTV, а аудіо-версія пісні «Scentless Apprentice» з'явилася на концертному збірнику From the Muddy Banks of the Wishkah в 1996 році. Концерт був виданий як на окремому DVD, так і в рамках обмеженого делюкс-видання альбому In Utero, в нього також увійшли сам альбом та аудіо-версія концерту.

## Список композицій
Live & Loud: Live на Pier 48, Сієтл — 12/13/93
Всі пісні написані Куртом Кобейном, окрім зазначених.
1. «Radio Friendly Unit Shifter»
2. «Drain You»
3. «Breed»
4. «Serve the Servants»
5. «Rape Me»
6. «Sliver»
7. «Pennyroyal Tea»
8. «Scentless Apprentice» (Кобейн, Ґрол, Новоселіч)
9. «All Apologies»
10. «Heart-Shaped Box»
11. «Blew»
12. «The Man Who Sold the World» (Девід Боуї)
13. «School»
14. «Come As You Are»
15. «Lithium»
16. «About a Girl»
17. «Endless, Nameless» (Кобейн, Ґрол, Новоселіч)

Бонус-треки
1. «Very Ape» (Live & Loud репетиції — 12/13/93)
2. «Radio Friendly Unit Shifter» (Live & Loud репетиції — 12/13/93)
3. «Rape Me» (Live & Loud репетиції — 12/13/93)
4. «Pennyroyal Tea» (Live & Loud репетиції — 12/13/93)
5. «Heart-Shaped Box» (оригінальна версія и режисерська версія)
6. «Rape Me» (виступ в Nulle Part Ailleurs — Париж — 02/04/94)
7. «Pennyroyal Tea» (виступ в Nulle Part Ailleurs — Париж — 02/04/94)
8. «Drain You» (виступ в Nulle Part Ailleurs — Париж — 02/04/94)
9. «Serve the Servants» (виступ в Tunnel — Рим — 02/23/94)
10. «Radio Friendly Unit Shifter» (виступ в Terminal 1, Мюнхен — 03/01/94)
11. «My Best Friend's Girl» (Рік Окесік) (виступ в Мюнхені — 03/01/94)
12. «Drain You» (виступ в Мюнхені — 03/01/94)

## Позиції в чартах
| Чарт (2013)                                    | Найвища позиція |
| ---------------------------------------------- | --------------- |
| Australian DVD Chart (ARIA)                    | 2               |
| Belgium DVD Chart (Ultratop)                   | 9               |
| Swedish DVD Chart (Sverigetopplistan)          | 13              |
| UK Music Video Chart (Official Charts Company) | 7               |